# 五柱鹅掌柴
五柱鹅掌柴（学名：Schefflera pentagyra）为五加科鹅掌柴属的植物，为中国的特有植物。分布于中国大陆的云南等地，生长于海拔2,700米的地区，见于山谷密林中，目前尚未由人工引种栽培。